# Thái học sinh
Thái học sinh (太學生) là học vị cấp cho những thí sinh thi đỗ kỳ thi Hội, một trong những kỳ thi Nho học do triều đình phong kiến tổ chức.
Học vị này xuất hiện từ khoa thi Nhâm Thìn (1232) đời Trần Thái Tông cho đến khoa thi Canh Thìn (1400) đời Hồ Quý Ly, được xem là tương đương học vị Tiến sĩ, hay trong dân gian gọi là ông Nghè, xuất hiện về sau này, từ khoa thi Nhâm Tuất (1442) đời Lê Thái Tông cho tới khoa thi Nho học cuối cùng ở Việt Nam vào năm Kỷ Mùi (1919) đời Khải Định.

## Một số danh nhân
- Chu Văn An (1292–1370), chưa rõ năm thi đỗ, làm Tư nghiệp Quốc tử giám
- Đại y Thiền sư Tuệ Tĩnh (1330 -?) đỗ Thái học sinh năm 22 tuổi, ông tổ ngành dược Việt Nam.
- Nguyễn Trãi (1380–1442), đỗ Thái học sinh năm 21 tuổi, làm Nhập nội Hành khiển (Tể tướng) triều Lê
- Phạm Sư Mạnh (1303–1384),Đại hành khiển (Tể tướng) triều Trần
- Lý Tử Tấn (1378-1457) nhà thơ, làm quan thời Lê sơ, đỗ Thái học sinh khoa Canh Thìn (1400), năm Thánh Nguyên đời Hồ Quý Ly, làm quan đến Học sĩ viện Hàn lâm các, trải 3 đời vua Lê Thái Tổ, Lê Thái Tông, Lê Nhân Tông.